# Guémené-Penfao
Guémené-Penfao (Bretonisch Gwenvenez-Penfaou) ist eine französische Gemeinde mit 5242 Einwohnern (Stand: 1. Januar 2022) im Département Loire-Atlantique in der Region Pays de la Loire; sie gehört zum Arrondissement Châteaubriant-Ancenis und ist der Hauptort (chef-lieu) des Kantons Guémené-Penfao. Die Einwohner werden Guémenéens genannt.

## Geografie
Guémené-Penfao liegt am Fluss Don, einem Zufluss der Vilaine. Umgeben wird Guémené-Penfao von den Nachbargemeinden Langon im Norden, Pierric im Nordosten, Conquereuil und Marsac-sur-Don im Osten, Le Gâvre im Süden und Südosten, Plessé im Süden und Südwesten, Avessac im Westen und Massérac im Nordwesten.
Die Gemeinde besteht aus der Ortschaften Guémené-Penfao, Beslé-sur-Vilaine und Guénouvry.
Der Ortsteil Beslé hat einen Bahnhof an der Bahnstrecke Rennes–Redon.

## Bevölkerungsentwicklung
- 1962: 5189
- 1968: 4977
- 1975: 4590
- 1982: 4476
- 1990: 4464
- 1999: 4569
- 2006: 4876
- 2017: 5200

## Sehenswürdigkeiten
- Kirche Sainte-Anne-et-Saint-Joachim aus dem 19. Jahrhundert
- Kirche Saint-Pierre-et-Saint-Paul aus dem 19. Jahrhundert
- Kirche von Guenouvry mit einer Statue der heiligen Anna
- Kapelle Sainte-Anne
- Kapelle Saint-Georges in Penfao, seit 2004 Monument historique
- Grand-Logis mit einem achteckigen Turm aus dem 15. Jahrhundert
- Château Bruc, rekonstruiert zwischen dem 15. und 19. Jahrhundert
- Châteaus Juzet, Trénon, Boisfleury
- Château du Brossay im Stil des Empire
- Château Treguel aus dem 18. Jahrhundert
- Château Friguel aus dem 19. Jahrhundert
- Windmühle und (drei) Wassermühlen

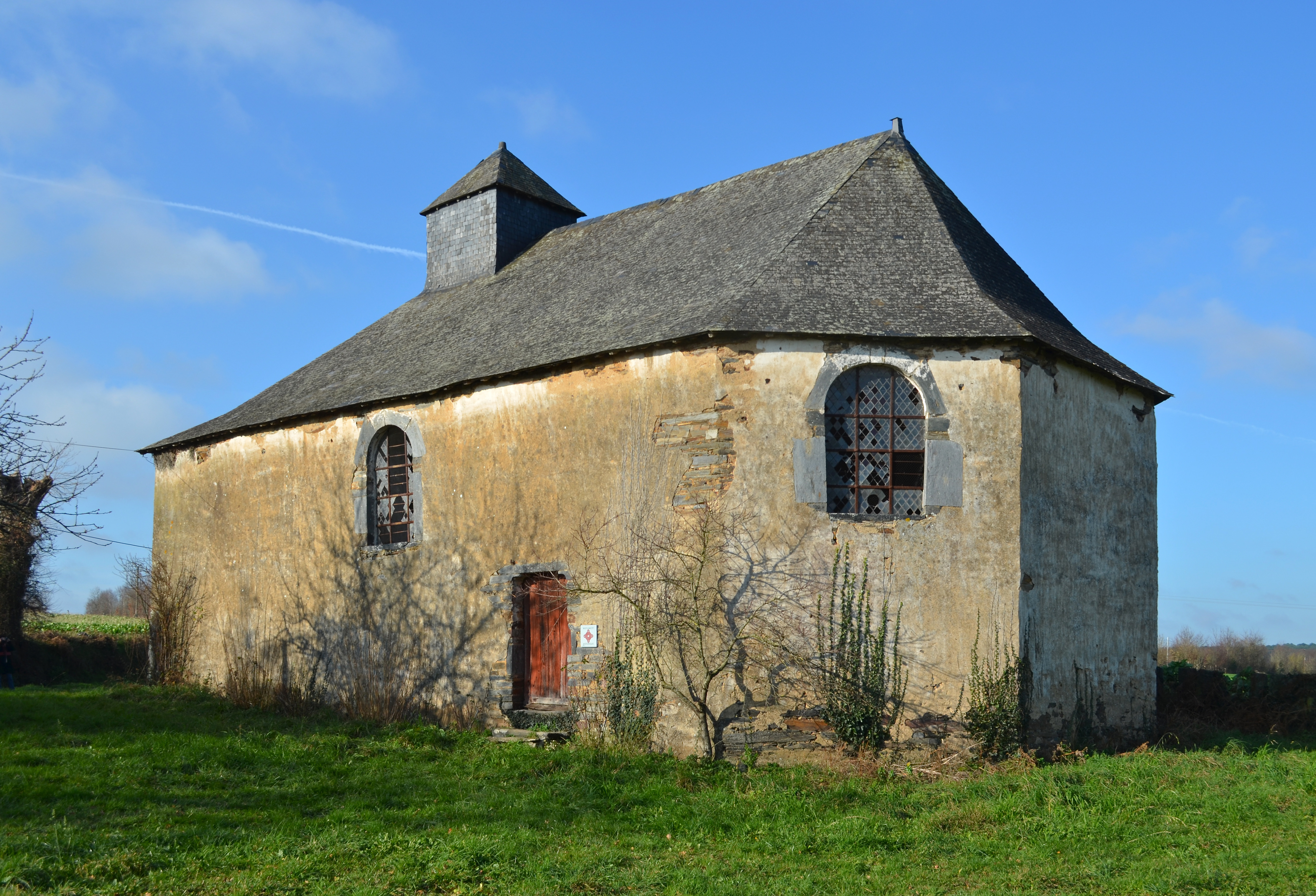
Kapelle Saint-Georges in Penfao
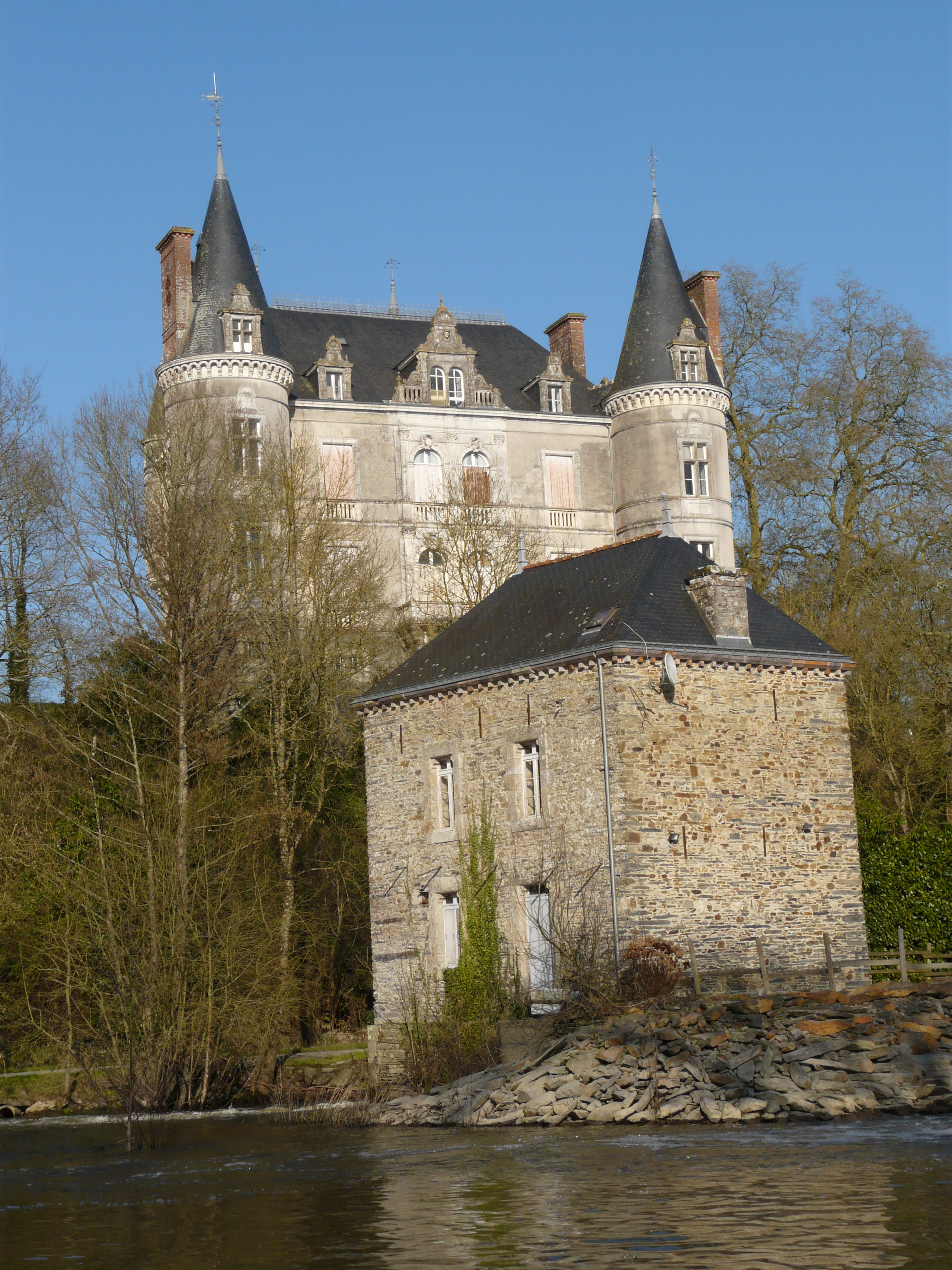
Château Juzet, davor Wassermühle Terrou
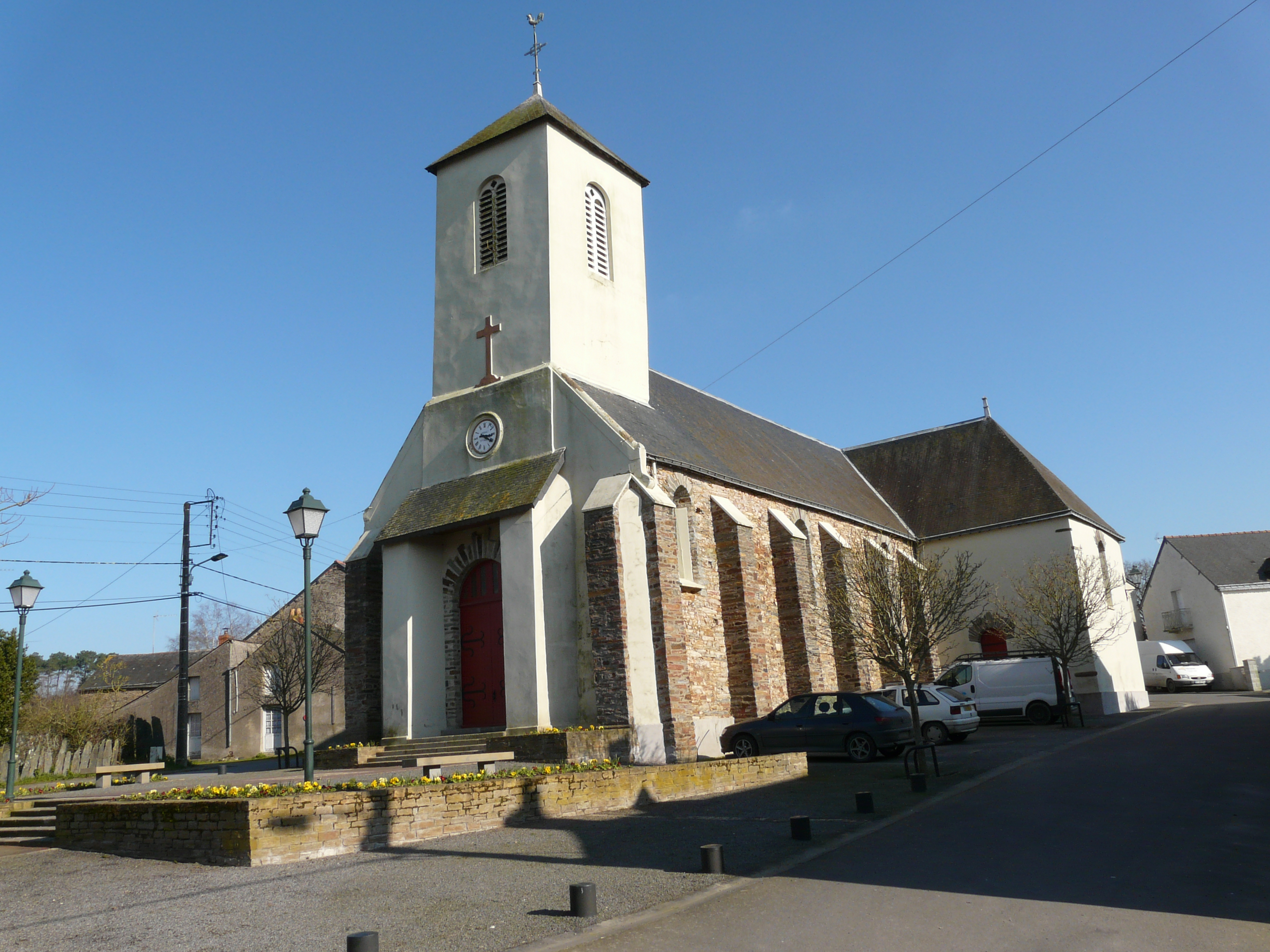
Kirche Saint-Clair
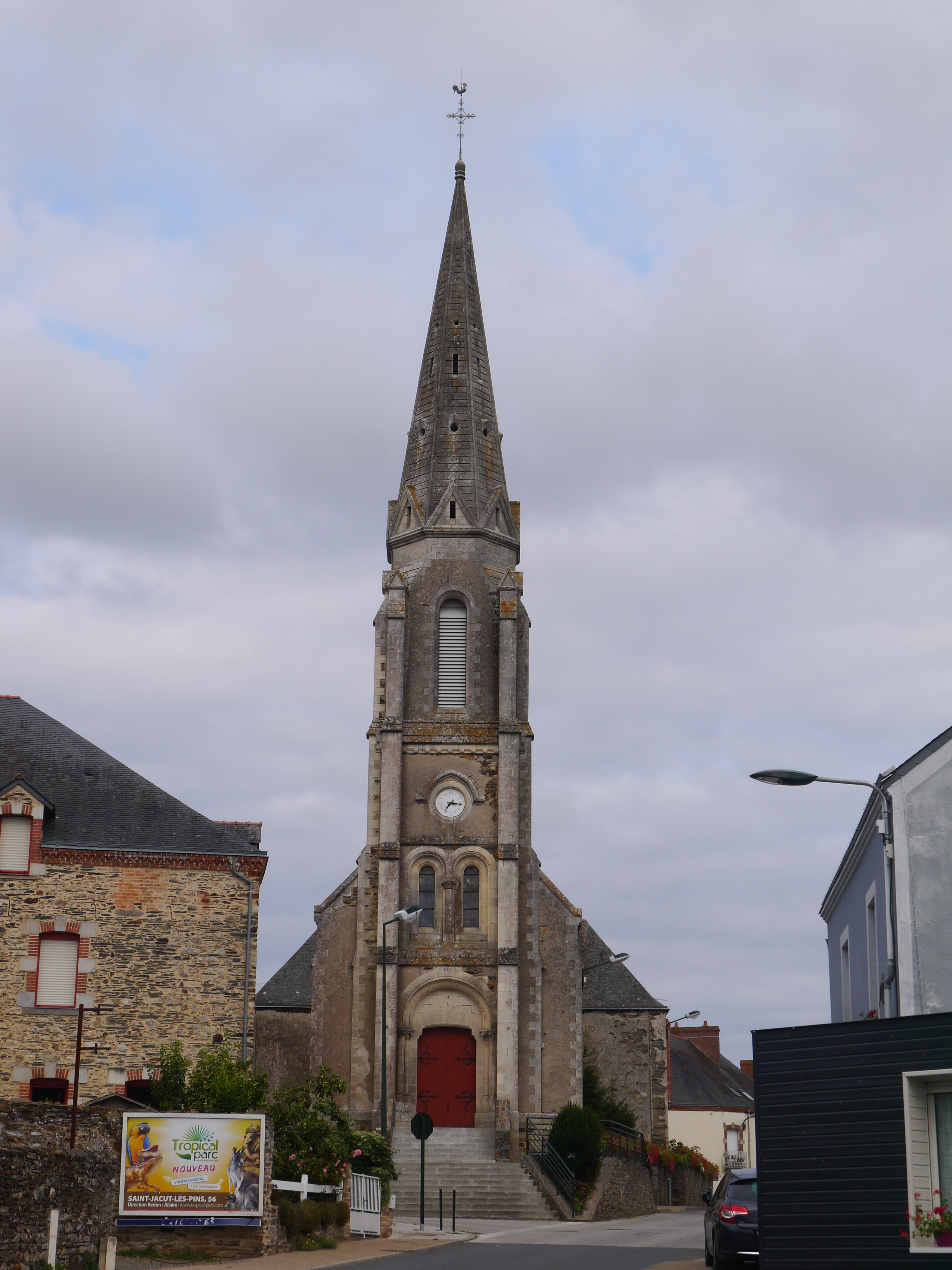
Kirche Saint-Pierre-et-Saint-Paul

## Gemeindepartnerschaften
Mit der belgischen Gemeinde Courcelles besteht seit 1958 eine Partnerschaft.